# Domov U Spasitele
Domov U Spasitele je sociální zařízení provozované diakonií Církve československé husitské (CČSH) ve Frýdlantě, městě na severu České republiky, v tamním Frýdlantském výběžku. V domově pečují o seniory, kteří jsou závislí na pomoci jiných. Vedle nich jsou klienty domova rovněž osamělí senioři nebo takoví, o něž již jejich vlastní rodina nezvládá pečovat. Kapacita domova je 45 klientů. Ubytovaným je poskytována i duchovní péče, kdy jednotlivé klienty v zařízení navštěvují faráři z různých církví.
Zařízení své služby provozuje v objektu ve frýdlantské Máchově ulici. Během roku 2022 se objevily plány na přestěhování všech pacientů do vhodnějších prostor, kterými by měl být nevyužívaný někdejší pavilon oddělení chirurgie ve frýdlantské nemocnici. Tehdejší místorstarosta města Dan Ramzer předpokládal případnou realizaci záměru do deseti let, tedy do roku 2032.